# دراسة جدوى
دراسة الجدوى (بالإنجليزية: feasibility study)‏ هي دراسة يقوم بها صاحب فكرة مشروع جديد للتمكن من تطبيق المشروع ونجاحه. دراسة الجدوى توضح الاستثمارات المطلوبة، والعائد المتوقع والمؤثرات الخارجية على المشروع، مثل قوانين الدولة، والمُنافسة والتطور التقني والفني.

## العلاقة بين دراسة الجدوى والتخطيط الاستراتيجي
تتعلق دراسة الجدوى بدراسة المشروع جديد، أما التخطيط الاستراتيجي فهو دراسة أفضل المجالات التي يمكن أن تعمل بها المؤسسة في السنوات القادمة وكيف يمكنها أن تُنافس في هذه المجالات. فالتخطيط الاستراتيجي أعم من دراسة الجدوى لأن التخطيط الاستراتيجي يوضح أفضل المجالات التي يمكن أن تعمل بها المؤسسة في السنوات القادمة، أما دراسة الجدوى فتختص بدراسة مشروع أو مشاريع محددة. على الرغم من ذلك فبينهما تشابه كبير فكلاهما يحتاج دراسة السوق، والمنافسين، والعملاء، والعوامل الخارجية المؤثرة، والقدرات المتوفرة والممكن تعلمها أو شرائها وتنتهي بالعائد المادي المتوقع.
يمكن الاستعانة بمكاتب استشارية لإعداد دراسة الجدوى، ويمكن الاستعانة بدراسات للجدوى معدة مسبقًا لمشاريع معينة. الاستعانة بمكتب استشاري يحمل المشروع تكلفة إعداد الدراسة، أما الاستعانة بدراسات جدوى مُعدة عن طريق جهات تُشجع المشاريع الجديدة فإنها تضطرك إلى الاختيار من بين المشاريع المعروضة، والتي تكون عادة مشاريع تقليدية. وهي مهمة جداً له لأن من شأنها أن تختصر الكثير من الوقت على المؤسسة في حال لم يلبِ النظام ما هو مطلوب منه، وفي دراسة جدوى نظم المعلومات لا يجري التعامل مع نفس دراسات الجدوى المعتادة في المشاريع الاقتصادية، بمعنى أنه لا تدرس الجدوى الاقتصادية للنظام فقط، إنما عدة دراسات جدوى، من التنظيمية والتقنية والاقتصادية والعملياتية.

## دراسة الجدوى التنظيمية للنظام
تركز الجدوى التنظيمية على كيفية دعم النظام المقترح لإستراتيجية العمل وأولوياته، ومدى التغيير الذي سيحدثه النظام على المؤسسة.

## دراسة الجدوى التقنية
مطلوبة للحفاظ على تحقيق احتياجات النظام المقترح وإمكانية اقتناء الأجهزة أو تطوير البرمجيات وتوفيرها في الوقت المحدد.

## دراسة الجدوى الاقتصادية
و تهتم بالفوائد التي تجنى من النظام وبتكاليف تطويره وتشغيله، إذ يجري فيها تقليل الكلفة المتوقعة من هذا النظام، أو العائدات الإضافية، أو الأرباح، إضافة إلى أية فوائد أخرى قد تنجم عن استخدام النظام المقترح.
ولتقييم الفرص الاستثمارية من المشروع، فإن المؤسسة تلجأ إلى استخدام الأساليب التي اعتادت استخدامها، والتي تعتمد على فكرة تحليل العلاقة بين المنافع والتكاليف. علماً بأنه من الممكن تحديد التكاليف والمنافع من النوع، بينما لا يمكن تحديد قيمة بعضها الآخر، فإذا كانت التكاليف والمنافع من النوع التي يمكن تحديد قيمتها قيل بأنها تكاليف ومنافع ملموسة، وإذا كان من الصعب تحديد قيمتها حالياً، إلا أنها على المدى البعيد، تقود إلى قيم محددة، فإنها تسمى -عندئذ- تكاليف ومنافع غير ملموسة.
معني دراسة جدوى: هي دراسة مدى الاستفادة من المشروع

### مكونات دراسة الجدوى الاقتصادية
وتتكون دراسة الجدوى الاقتصادية لأي مشروع من:
1. دراسة الجدوى التسويقية.
2. دراسة الجدوى الفنية.
3. دراسة الجدوى المالية.
4. دراسة الجدوى الاقتصادية.
5. دراسة الجدوى الاجتماعية.
6. دراسة الجدوى البيئية.
7. تحليل الحساسية للمشروع.
8. أساليب تسديد القروض.
9. دراسة جدوي قانونيه.
10. دراسة جدوي تفصيليه.
11. دراسة جدوي اوليه.
12. دراسة جدوي ثقافيه.

### أولا: الجدوى التسويقية
أهم مرحلة في دراسة جدوى أي مشروع هي ترتيبات تسويق منتجاته وإمداده بالمدخلات اللازمة لتشغيله. وعلى جانب المخرجات أو نواتج المشروع المقترح... من الضروري إجراء تحليل دقيق للسوق المتوقع لمنتجات المشروع.
وعلى القائم بدراسة السوق أن يحدد بدقة:
1. مكان بيع منتجات المشروع.
2. حجم واتساع السوق.

وكذلك يبدع بالأفكار الجذابة والتي تعطي للمشروع قوة وتميز يتنافس فيها على المشاريع القائمة المشابهة له أو المندرجة أسفل القطاع الذي يعمل به، ويكون التميز في أربعة نقاط أساسية وهي:
1. المنتج / الخدمة.
2. السعر.
3. الترويج.
4. التوزيع.

### ثانيا: الجدوى الفنية للمشروع
الجدوى الفنية للمشروع ركن أساسي من أركان دراسة الجدوى الاقتصادية. والدراسة الفنية للمشروع هي التي تعتمد عليها جميع الدراسات التالية المالية والاقتصادية والاجتماعية والبيئية – بل لا يمكن إجراء تلك الدراسات أصلا دون وجود الدراسة الفنية التي تقرر صلاحية إنشاء المشروع من الناحية الفنية.
وتعتمد الدراسة الفنية إلى حد كبير على البيانات والمعلومات التي تم الحصول عليها من الدراسة التسويقية. ويقوم بدراسة الجدوى الفنية فريق متخصص في النواحى الفنية.

### ثالثا: الجدوى المالية للمشروع
من دراسة الجدوى التسويقية والجدوى الفنية للمشروع تبين أن لكل مشروع تكاليف وعوائد تتحقق بعد تنفيذ المشروع.
التكاليف في أي مشروع تنقسم إلى:
1. تكاليف استثمارية: وهي كافة ما ينفق على المشروع منذ بداية التفكير في عملية الاستثمار حتى دورة التشغيل العادية الأولى. وتمثل هذه التكاليف إنفاق استثمارى يستفيد منه المشروع لأكثر من سنة خلال عمر المشروع. وتشمل جميع تكاليف تأسيس وإنشاء المشروع التي سبق ذكرها في الجدوى الفنية بالإضافة إلى فوائد القروض طويلة الأجل.
2. تكاليف جارية: وتشمل جملة التكاليف قصيرة الأجل، تكاليف مستلزمات التشغيل لدورة واحدة وتكاليف الأجور والمرتبات والوقود والطاقة.

### رابعا: الجدوى الاقتصادية للمشروع
يتشابه التقييم الاقتصادى مع التقييم المالى للمشروع في استخدام نفس المقاييس – والفرق الجوهرى هو أن التقييم الاقتصادى للمشروعات يهتم بقياس العائد الاقتصادى للمجتمع في التقييم الاقتصادى فأن عناصر التكاليف والعوائد للمشروعات لا تقدر قيمتها على أساس أسعار السوق بل تقدر قيمتها على أساس أسعار الظل التي تعكس القيم الحقيقية الاقتصادية والاجتماعية لهذه التدفقات – وقد تتساوى أسعار الظل مع أسعار السوق في حالات معينة ولكنها تختلف عنها في معظم الحالات.
ولذا عند إجراء التقييم الاقتصادى للمشروع تعدل الأسعار المالية (أسعار السوق) إلى قيم اقتصادية قبل حساب مقاييس الجدوى الاقتصادية للمشروع.

### خامسا: الجدوى الاجتماعية للمشروع
تهتم الجدوى الاجتماعية بعدالة توزيع الدخل بين الفئات المختلفة بالمجتمع.ويمكن حصر الجوانب الاجتماعية التي تهم القائم بدراسة الجدوى لأى مشروع في:
أثر المشروع على خلق فرص عمل جديدة وكم فرصة عمل يتطلبها المشروع وكم نسبة العمالة العادية فيها.
أثر المشروع على توزيع الدخل في صالح الفئات الاجتماعية محدودة الدخل.
إذا كان منتج هذا المشروع لخدمة فئات اجتماعية منخفضة الدخل.

### سادسا: الجدوى البيئية للمشروع
لكل مشروع أثار بيئية موجبة أو سالبة – ولذا فأن تقييم الآثار البيئية للمشروع يساعد في تقديم التوصيات بخطوات منع أو تقليل الأضرار البيئية الناتجة عن أي مشروع وزيادة المنافع البيئية الإيجابية.
ويتضمن التقييم البيئي تقييم آثار المشروع على الصحة العامة والمحافظة على البيئة ورفاهية السكان في منطقة المشروع.

### سابعا: تحليل الحساسية للمشروعات
من بين المزايا الحقيقية للتحليل المالى والاقتصادى الدقيق للمشروع إمكانية اختيار نتائج المشروع إذا اختلفت الأحداث عن التوقعات التي تمت عند التخطيط للمشروع. أعادة أجراء التحليل للتعرف على ما يمكن أن يحدث في ظل هذه الظروف المتغيرة هو ما يسمى بتحليل الحساسية.

### ثامنا: أساليب تسديد القروض
تسديد أصل القروض والفوائد يجري عادة على عدة سنوات ولذلك فإن المبالغ المدفوعة لتسديد أصل القرض والفوائد عليها تدخل في التدفقات الخارجة أو التكاليف. ويهتم المقترض والقائم بالتحليل بسعر الفائدة وحجم القرض وفترة القرض وما تتضمنه من فترة السماح وفترة تسديد القرض والضمان المطلوب للحصول على القرض، وإجراءات الحصول على القرض والوقت الذي يمضى بين التقدم للقرض.